# Tobaj
Tobaj (németül: Tobaj, horvátul: Tobaj) község Ausztriában, Burgenland tartományban, a Németújvári járásban.

## Fekvése
Németújvártól 4 km-re északnyugatra, a Strém patak bal partján, a Németújvárt Pusztaszentmihállyal összekötő út mentén fekszik. Három régi településrésze az Ófalu, a Jancklerberg és a Sauberg.
A kataszteri közösségek Németcsencs, Vasnyúlfalu, Horvátcsencs, Pónic, Tobaj és Taródcsencs.

## Története

### Az újkorban
A települést 1428-ban „Thobayd” alakban említik először abban az oklevélben, melyben Luxemburgi Zsigmond király a németújvári uradalom egy részét Lévai Cheh Péter németújvári várnagynak adományozza. 1475-től 1665-ig „Thobay” néven említik a korabeli oklevelek. 1668 és 1748 között gyakran tűnik fel a német Dobersdorf elnevezés is. A magyar név eredete ismeretlen. A németújvári ferences könyvtárban található egyik bejegyzés szerint élt itt egy Dobaj nevű nemesi család, melynek nevéből a település neve származtatható. Erre azonban semmilyen bizonyíték nincs. 1524-ben II. Lajos király adományaként az uradalommal együtt Batthyány Ferenc (horvát bán) birtoka lett. 1532-ben elpusztította a török. 1587-ben egy tűzvészben hét ház égett le a településen. 1589-ben az uradalomhoz tartozó 20 ház állt itt. 1605-ben Bocskai István hajdúi égették fel Tobajt. A pusztítás méreteire jellemző, hogy a falu még három év múlva is csak fél portával adózott.
1693-ban a tobaji malmot a Francsics nemesi család birtokában találjuk. Mellettük a legrégibb tobaji családoknak a Svaiczer, Jautz, Greis, Siklesz, Muor stb. családok számítanak. 1734-ben a falut Szapáry Krisztina grófnő zálogbirtokában találjuk, melyet 1741-ben gróf Batthyány Lajos (nádor) ötezer aranyért váltott meg. 1757-ben az egyházi vizitáció szerint 280 katolikus lakosa volt, akik a németújvári plébániához tartoztak. 1780-ban szabályozták először a Strém patakot, mely ennek köszönhetően nagyrészt ma nem az eredeti medrében folyik. 1792-ben 370 katolikust és 23 evangélikust számláltak a községben. A község régi pecsétje 1812-ből származik, rajta Szent Flórián képével és a „Tobaj” felirattal. 1832-ben 454 katolikus és 39 evangélikus lakosa volt. A népiskolát 1829-ben említik először, a község második iskolaépületét 1910-ben emelték a templomtól északra. 1829-től 1856-ig jegyzőség működött a községben, ezt követően a németújvári körjegyzőségnek csatolták. 1901 és 1909 között újra önálló körjegyzősége volt. 1886-ban 528 volt a katolikus és 33 az evangélikusok száma. Tobajt hat éven belül három nagy tűzvész is pusztította 1897. szeptember 2-án, 1901. szeptember 23-án és 1903. augusztus 28-án. A község haranglábát az 1757-es vizitáció jegyzőkönyve említi először, temploma 1868-ban épült.

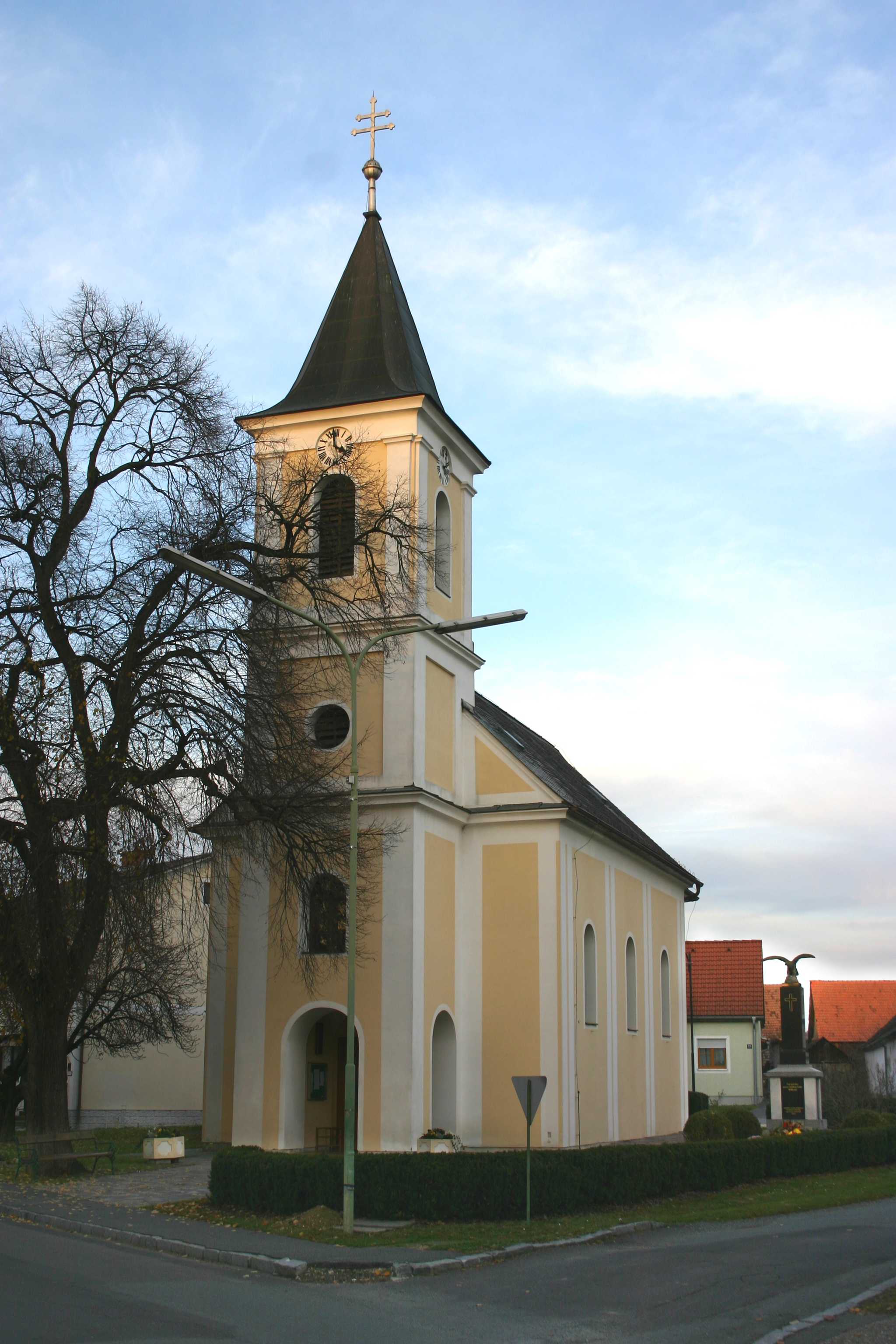
A Szent Flórián római katolikus plébániatemplom

Vályi András szerint „TOBAJ. Német falu Vas Várm. földes Ura Gr. Batthyáni Uraság, lakosai katolikusok, fekszik Német Csencsnek szomszédságában, ’s annak filiája; földgye nem igen termékeny, határja többnyire hegyes, és az áradások is alkalmatlaníttyák; szőleje jó borokat terem.”
Fényes Elek szerint „Tobaj, német f., Vas vgyében, 471 kath., 36 evang. lak. Hegyes, erdős határ. Szőlőhegy. F. u. h. Batthyáni. Ut. p. Németujvár.”
Vas vármegye monográfiája szerint „Tobaj. Házszám 103, lélekszám 635. Lakosai németajkúak, vallásuk r. kath. és ág. ev. Postája és távírója Német-Ujvár. Birtokos herczeg Batthyány Fülöp.”

### A 20-21. században
1910-ben 2462 lakosából 1928 német, 486 horvát, 45 magyar, 3 egyéb nemzetiségű volt. Az első világháborúban 18 helyi lakos esett el, akiknek a templom mellett állítottak hősi emlékművet. A trianoni békeszerződésig Vas vármegye Németújvári járásához tartozott. 1921-ben Ausztria Burgenland tartományának része lett. 1971-ben Horvátcsencs, Németcsencs, Taródcsencs, Pónic és Vasnyúlfalu községeket csatolták hozzá.
2001-ben 1386 lakosa volt, melyből 1357 német, 16 horvát, 3 magyar, 10 egyéb nemzetiségű volt.

## Nevezetességei
- Szent Flórián tiszteletére szentelt római katolikus plébániatemploma 1868-ban épült.
- A község északi részén egy híd mellett kis Szent József-kápolna áll, melyet 1871-ben Josef Schweitzer özvegye emeltetett.
- A népiskola épülete 1910-ben épült.

## Híres tobajiak
- Rudolf Grohotolsky (1922–2013) osztrák politikus (ÖVP)

## Külső hivatkozások
- Tobaj a dél-burgenlandi települések honlapján
- Tobaj az Osztrák Statisztikai Hivatal honlapján